# یوناس یوناسن
یوناس یوناسُن (به انگلیسی: Jonas Jonasson) (متولد ۶ ژوئیهٔ ۱۹۶۱ در وکفو سوئد)  روزنامه‌نگار و نویسنده سوئدی است.

## معرفی
«یوناس یوناسن» سال ۱۹۶۱، در وکخو واقع در جنوب سوئد به دنیا آمد. پس از تحصیل در دانشگاه یوتبری نوشتن را با روزنامه‌نگاری در چند روزنامه سوئد آغاز کرد. سپس مشاور رسانه‌ای و تهیه‌کننده تلویزیونی هم شد، پشتکار و فعالیت او به قدری بود که روزانه تا ۱۶ ساعت کار کند به همین خاطر شرکت رسانه‌ای او، به شرکتی موفق بدل شد. یوناسن شرکت خود را در سال ۱۹۹۶ تاسیس کرد. معروف‌ترین اثر او «مرد صد ساله‌ای که از پنجره فرار کرد و ناپدید شد» نام دارد. فکر نوشتن این رمان در ۴۷ سالگی ذهن او را به خود مشغول کرد و آن را در ذهن ساخته و پرداخته کرد. اما در خلال گرفتاری‌های روتین روزانه‌اش، سال‌ها طول کشید که به سرانجام برسد، سرانجام به پایان رسید و دوره‌ای تازه‌ای در زندگی او را رقم زد. او سرانجام تصمیم گرفت شرکتش را بفروشد و همراه همسر و فرزندش به منطقه‌ای دور افتاده در سوئد برود تا تمام وقت به دل مشغولی اصلی‌اش یعنی نوشتن این رمان بپردازد. یوناسن رمان خود «مرد صدساله‌ای که از پنجره پرید و ناپدید شد » اثری توصیف کرده که به نحوی هوشمندانه ابلهانه است. یوناسن نوشتن این کتاب را سال ۲۰۰۷ به پایان رساند و در سال ۲۰۰۹ در سوئد منتشر نمود. یوناسن به همراه پسرش از سال ۲۰۱۰ در جزیره گوتلاند سوئد زندگی می‌کند.

## ترجمه آثار
| سال انتشار | نام کتاب                                                           | مترجم | ناشر                            | توضیحات |
| ---------- | ------------------------------------------------------------------ | --- | ------------------------------- | --- |
| ۱۳۹۲ ۱۳۹۳  | پیرمرد صدساله‌ای که از پنجره فرار کرد و ناپدید شد                   | با ترجمه و عنوان‌های مختلفی به فارسی عرضه شده‌است. دو ترجمه نخست آن به قلم شادی حامدی‌آزاد و فرزانه طاهری انجام شده‌است. | به‌نگار و نیلوفر                 | داستان زندگی پیرمرد قهرمان داستان و از ورای آن تاریخ قرن بیستم را هم البته به‌صورت طنز مرور می‌کنیم. در حقیقت نویسنده کتاب هر بار به بهانه‌ای قهرمان داستان را در یک رشته اتفاقات تصادفی درگیر می‌کند تا او با تعدادی از مهم‌ترین شخصیت‌های سیاسی سدهٔ بیستم دمخور شود: استالین، فرانکو، ترومن، چرچیل، مائو، کیم ایل سونگ و …از این طریق و با مرور خاطرات پیرمرد، ما البته به صورت طنز در بطن حوادثی مثل ساخت بمب اتم، جنگ‌های داخلی اسپانیا و انقلاب چین قرار می‌گیریم. نویسنده حتی، قهرمان داستان را در سال‌های دهه ۱۳۲۰ به ایران هم آورده‌است و باعث شده او توسط سازمان امنیت وقت(ساواک) دستگیر هم بشود! |
| ۱۳۹۴       | بی‌سوادی که حساب‌وکتاب بلد بود (دختری که پادشاه سوئد را نجات داد)    | با ترجمه و عنوان‌های مختلفی به فارسی عرضه شده‌است. شادی حامدی‌آزاد، کیهان بهمنی، حسین شهرابی،حسین تهرانی                | آموت، چشمه، قطره و جهان تازه دم | داستان رمان دربارهٔ نومبکو مایکی، دختری سیاه‌پوست و نابغه ریاضیات، است که در یکی از فقیرترین محلات آفریقای جنوبی زندگی می‌کند. دست تقدیر قهرمان داستان را ابتدا به یک مرکز تحقیقات اتمی می‌کشاند و پس از آن در حالی که مأموران سازمان‌های جاسوسی او را تعقیب می‌کنند، نومبکو همراه با یک بمب اتمی روانهٔ سوئد می‌شود. |
| ۱۳۹۶       | اندرس قاتل و معنای هرآنچه هست (قاتلی که در آرزوی جایی در بهشت بود) | میلاد شالیکاریان | چترنگ                           | ماجرا از یک هتل درب‌وداغان در جنوب استکهلم آغاز می‌شود؛ جایی که در آن پنج هزار کرون گم شده‌است. بدتر اینکه پول‌ها مال اندرس‌قاتل، آدمکشِ ساکن اتاق شمارهٔ هفت است. پر پرسون، مسئول پذیرش هتل، می‌خواهد سرش به کار خودش گرم باشد و تصمیم ندارد به دست اندرس‌قاتل کشته شود. |
| ۱۳۹۷       | دیگر ماجراهای اتفاقی مرد صدساله                                    | زهرا باختری | چترنگ                           | پس از اتفاقات مرد صدساله‌ای که از پنجره بیرون پرید و ناپدید شد، آلن در اولین روز صدویک‌سالگی‌اش همراه دوستش، یولیوس، سوار بالونی می‌شود که دقایقی بعد روی اقیانوس هند سقوط می‌کند. همان‌طور که در سبد بالون نشسته‌اند و چیزی به غرق شدنشان نمانده، کشتی بزرگی از کرهٔ شمالی آن‌ها را از آب می‌گیرد. زمان زیادی نمی‌گذرد که صدویک‌ساله و دوستش با کیف دستی‌ای حاوی اورانیم غنی‌شده در مرکز آشوبی سیاسی قرار می‌گیرند که شخصیت‌هایی همچون کیم جونگ ـ اون، دونالد ترامپ، آنگلا مرکل و ولادیمیر پوتین را درگیر می‌کند و دیگر ماجراهای اتفاقی مرد صدساله را رقم می‌زند.                                                 |